# Huddersfield Town Football Club
El Huddersfield Town Football Club és un club de futbol anglès, de la ciutat de Huddersfield a West Yorkshire.

## Història
Va ser fundat el 1908 com a Huddersfield Town AFC. El 1910 ingressà a la lliga anglesa. L'any 1926 esdevingué el primer club anglès en guanyar tres títols de lliga consecutius. El 2 de febrer de 2005 canvià el seu nom de Huddersfield Town Association Football Club a Huddersfield Town Football Club.

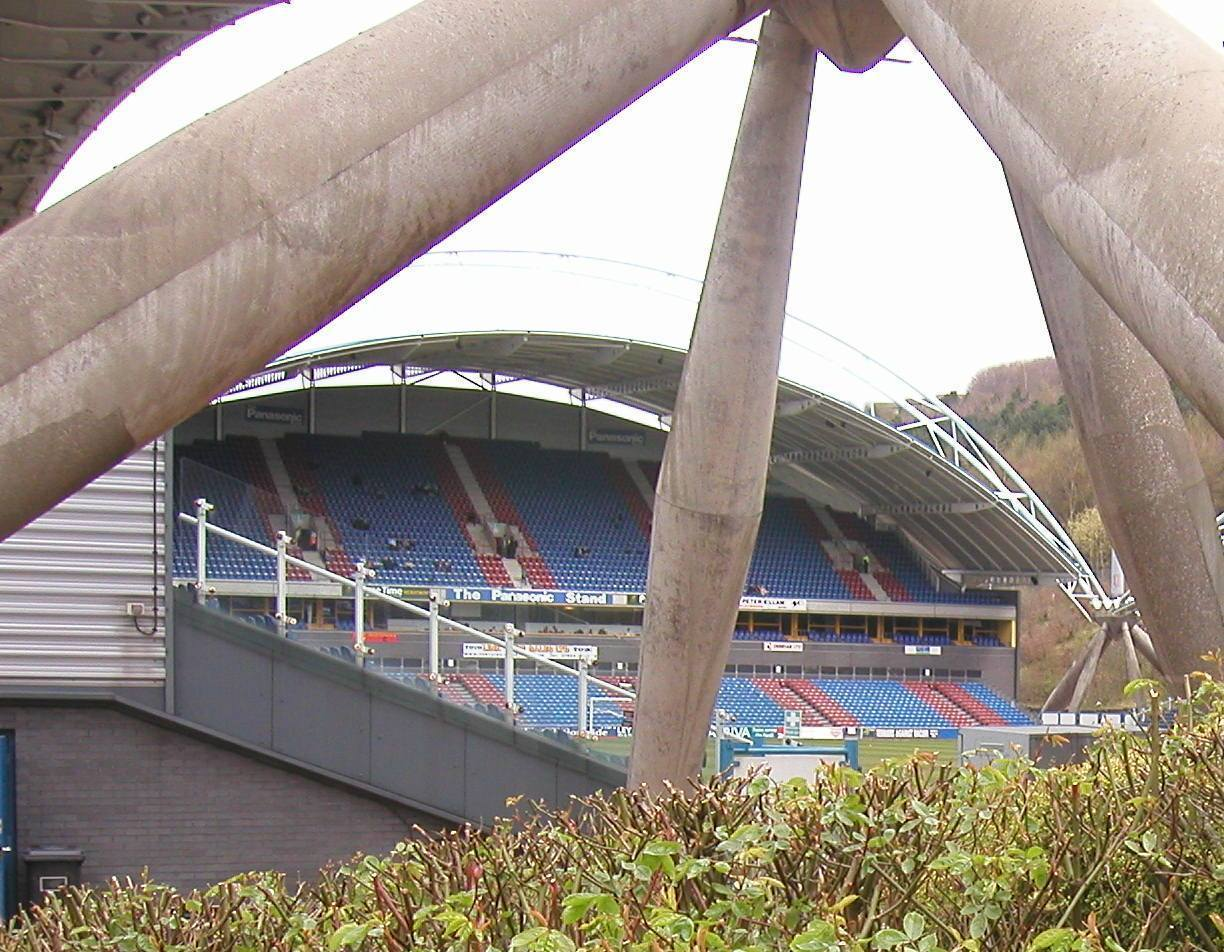
Vista del Galpharm Stadium

El seu terreny de joc és el Galpharm Stadium, que comparteix amb el club de la Rugby League Huddersfield Giants. El nom original de l'estadi era Estadi Alfred McAlpine.

## Palmarès
- 3 Lliga anglesa: 1923-24, 1924-25, 1925-26
- 1 Copa anglesa: 1922
- 1 Lliga anglesa de Segona Divisió: 1969-70
- 1 Lliga anglesa de Quarta Divisió: 1979-80
- 1 Charity Shield: 1922
- 1 Yorkshire Electricity Cup: 1994-95